# Gmina Lincoln (hrabstwo Adams)

Położenie Gminy Lincoln w hrabstwie Adams

Gmina Lincoln (ang. Lincoln Township) – gmina w USA, w stanie Iowa, w hrabstwie Adams. Według danych z 2000 roku gmina miała 93 mieszkańców.